# Ernst Ruska

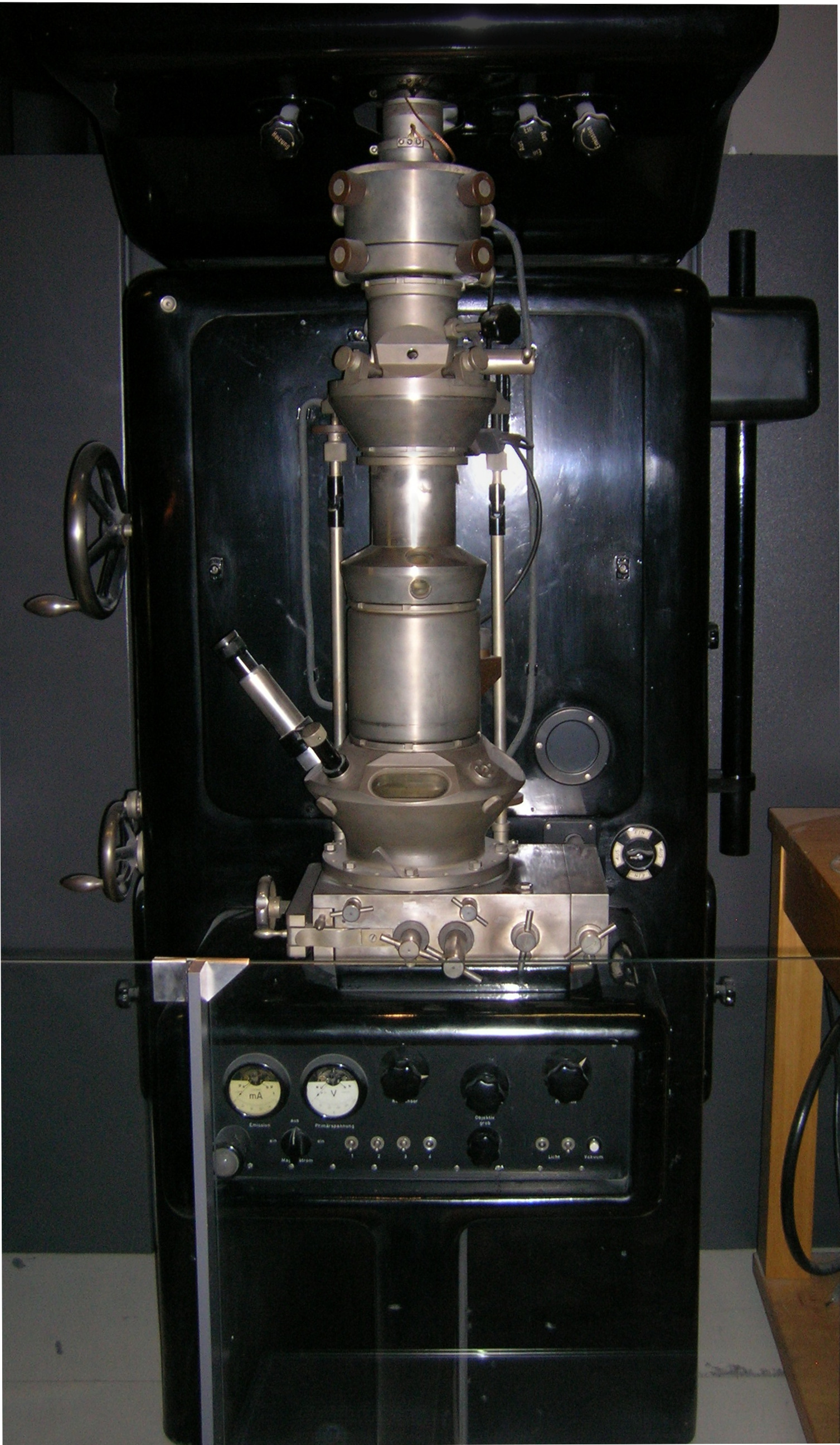
Elektronenmicroscoop die door Ruska in 1931 werd geconstrueerd.

Ernst August Friedrich Ruska (Heidelberg, 25 december 1906 – West-Berlijn, 27 mei 1988) was een Duits natuurkundige.
In 1986 won hij de helft van de Nobelprijs voor Natuurkunde voor zijn bijdragen op het gebied van elektronenoptica en de elektronenmicroscoop; Gerd Binnig en Heinrich Rohrer wonnen ieder een kwart voor hun ontwerp van de rastertunnelmicroscoop.

## Biografie
Ernst Ruska was de zoon van hoogleraar Julius Ruska (1867-1949) en Elisbeth Merx (1874-1945). Hij genoot een opleiding elektrotechniek aan de Technische Universiteit München (1925-1927) en ging aansluitend naar de Technische Universiteit Berlijn. Praktische ervaring deed hij op bij Brown, Boveri & Cie in Mannheim en bij Siemens & Halske in Berlijn. Aan de universiteit initieerde hij voor het eerst het idee dat microscopen die gebruikmaken van elektronen (die een golflengte hebben die 1000 maal korter is dan licht) een veel gedetailleerder beeld van een voorwerp kunnen maken dan een optische microscoop.
In 1931 demonstreerde hij een magnetische spoel die dienstdeed als elektronenlens en door vervolgens meerdere van deze lenzen in serie achter elkaar te plaatsen bouwde hij – onder begeleiding van Max Knoll – in 1933 de eerste elektronenmicroscoop. In de toenmalige tijdgeest kreeg deze de naam "Übermikroskop". Na het voltooien van zijn promotie datzelfde jaar bleef Ruska actief op het gebied van de elektronenoptica, eerst bij Fernseh Ltd in Berlijn-Zehlendorf en vanaf 1937 bij Siemens-Reiniger-Werke AG. Bij Siemens leidde hij samen met zijn zwager Bodo von Borries de industriële ontwikkeling van de eerste commercieel geproduceerde elektronenmicroscoop in 1939.
Naast zijn ontwikkelingswerk bij Siemens werkte Ruska ook bij andere wetenschappelijke instituten en zette Siemens aan om een laboratorium op te richten voor bezoekende onderzoekers. Dit laboratorium werd in het begin geleid door zijn broer Helmut Ruska, een medisch dokter die de toepassing ontwikkelde om de elektronenmicroscoop te gebruiken voor medisch en biologisch onderzoek.
In 1955 verliet hij Siemens en werd hij directeur van het Instituut voor Elektronenmicroscopie van het Fritz-Haber-Institut (tot 1974). Gelijktijdig met zijn werkzaamheden bij het instituut was hij van 1957 tot aan zijn pensionering in 1974 hoogleraar aan de Technische Universiteit Berlijn.
- Bibsys: 99030106
- CiNii: DA02934740
- Gemeinsame Normdatei: 118750437
- International Standard Name Identifier: 0000 0001 1626 2118
- Library of Congress Control Number: n81056954
- Nationale Bibliotheek van Israël: 987007275687605171
- Nationale en Universitaire bibliotheek Zagreb: 000101140
- Nederlandse Thesaurus van Auteursnamen: 068599315
- SNAC: w6bw05g7
- Virtual International Authority File: 40173810
- WorldCat: E39PBJkp8TGdDYKmhTgJ634KBP